# Kakao

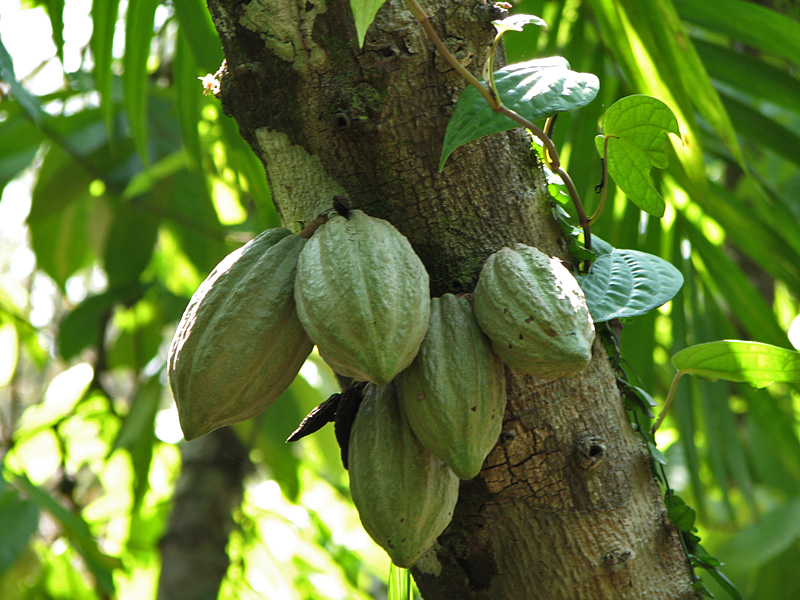
Owoce kakaowca na drzewie

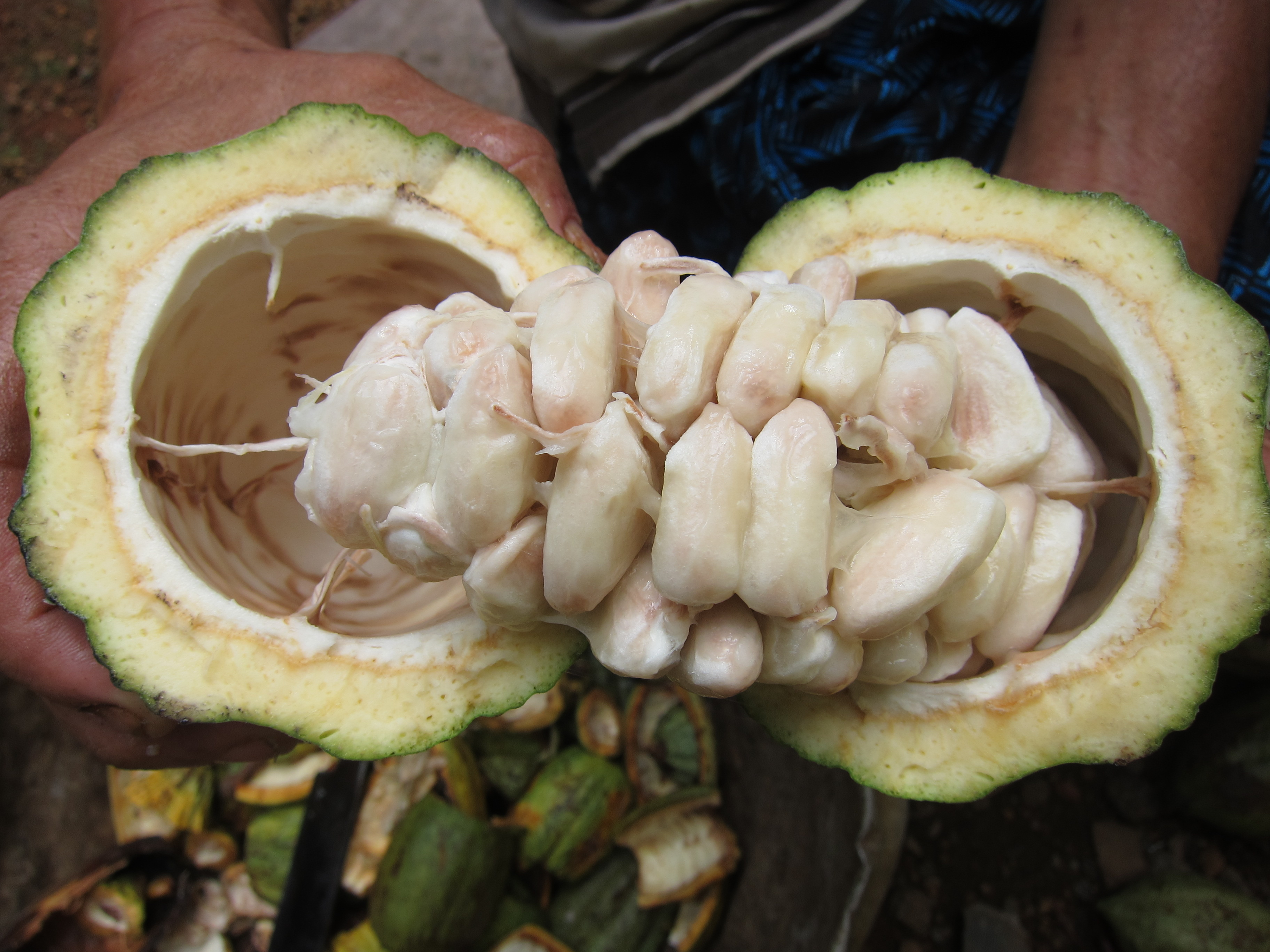
Nasiona kakaowca

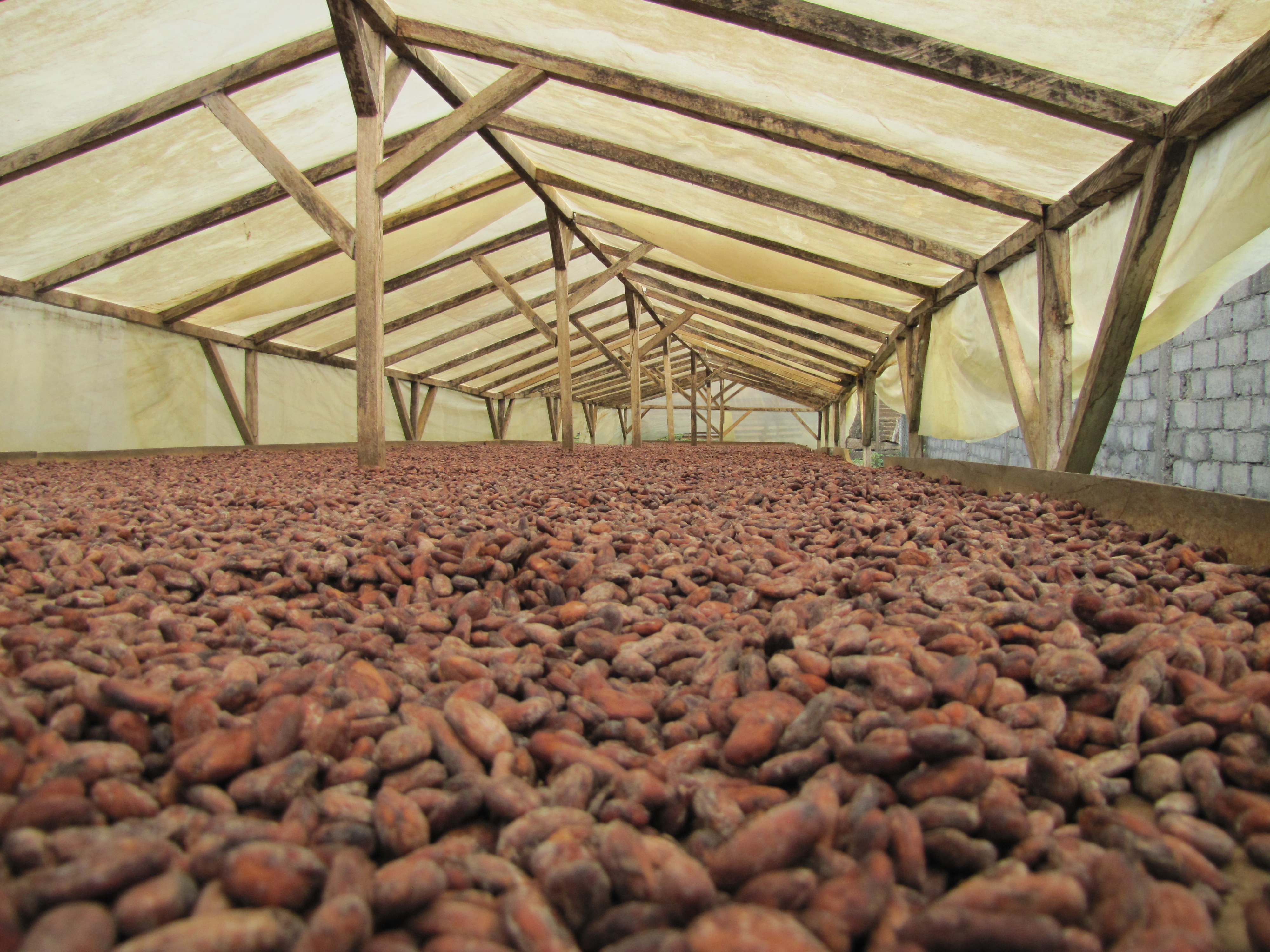
Suszenie nasion

Kakao (nah. cacahuatl [kaˈka.wat͡ɬ]), ziarno kakaowe – nasiona z owoców kakaowca właściwego (Theobroma cacao). W jednym owocu znajduje się 20–60 nasion okrytych śluzowatym miąższem. Pierwotnie mają barwę purpurową do fioletowej, ale po osuszeniu są czekoladowo-brunatne. Po obróbce nasion uzyskuje się wykorzystywane w przemyśle spożywczym, ale też w medycynie i kosmetyce, produkty takie jak: masę kakaową, masło kakaowe i proszek kakaowy. Ubocznym produktem obróbki nasion są łupiny kakaowe dodawane do pasz dla zwierząt oraz wykorzystywane jako ściółka lub nawóz.

## Skład chemiczny
Kakao oprócz białka i tłuszczu zawiera dwa alkaloidy o działaniu pobudzającym – teobrominę (ok. 2,5%) i kofeinę (ok. 0,8%), ale udział tych związków spada w wyniku obróbki nasion. Teobromina ma znacznie słabsze działanie pobudzające niż kofeina, ale działa regenerująco na organizm zarówno po wysiłku fizycznym, jak i psychicznym. Kakao zawiera również nieaktywną po spożyciu fenyloetyloaminę (PEA). Proszek kakaowy poza kwasami tłuszczowymi zawiera 16% białek i 12% węglowodanów.
Za aromat kakao odpowiadają związki heterocykliczne, aldehydy, ketony, fenole i związki siarkoorganiczne. Powstają one z aminokwasów i węglowodanów w wyniku ogrzewania nasion.

## Kakao na przestrzeni dziejów
W Ameryce Środkowej i Południowej nasiona kakaowca były wartościowym i cenionym pokarmem ze względu na zawartość białek i tłuszczów. Spożywane były głównie w postaci zmielonej na mąkę, mieszanej z mąką kukurydzianą i gotowanej z owocami papryki. Majowie i Aztekowie pili oszałamiający napój kakaowy (zwany chocolatl) podczas obrzędów i świąt religijnych. W tamtejszych kręgach kulturowych ziarna kakaowca były niezwykle cenne i służyły nawet jako środek płatniczy.
Ziarno kakaowca przywiózł do Europy Krzysztof Kolumb. Napój, warzony wedle przepisu azteckiego króla Montezumy, zdobył najpierw uznanie na dworze hiszpańskim. Często próbowano tworzyć napoje według własnych receptur, jednak nie przynosiło to oczekiwanego rezultatu, gdyż Hiszpanie uszlachetniali ten napój za pomocą wanilii i cukru. Dopiero w XVII wieku napój kakaowy upowszechnił się na innych dworach europejskich, ale bardziej popularny stał się w XIX wieku, gdy udało się odciągnąć nadmiar tłuszczu z surowca, co poprawiło walory smakowe napoju. Zapotrzebowanie na nasiona kakowca znacznie wzrosło po odkryciu procesu technologicznego wyrabiania czekolady, co nastąpiło w 1876 roku w Szwajcarii.
Wśród dawnych przepisów aptecznych można znaleźć popularne niegdyś kakao owsiane, przyrządzane z prażonej mączki owsianej z dodatkiem kakao.

## Produkcja

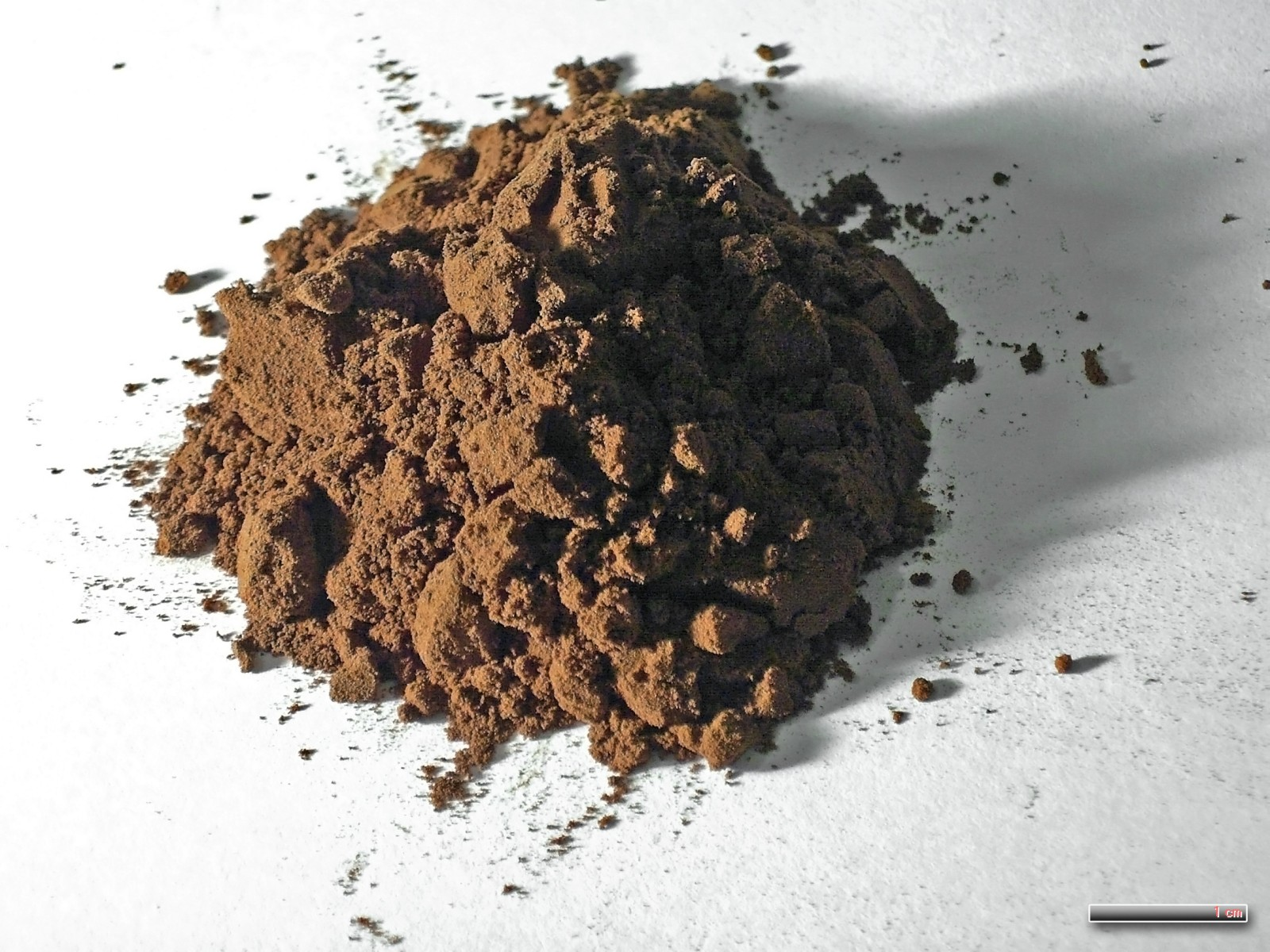
Masa (okruchy) kakaowa

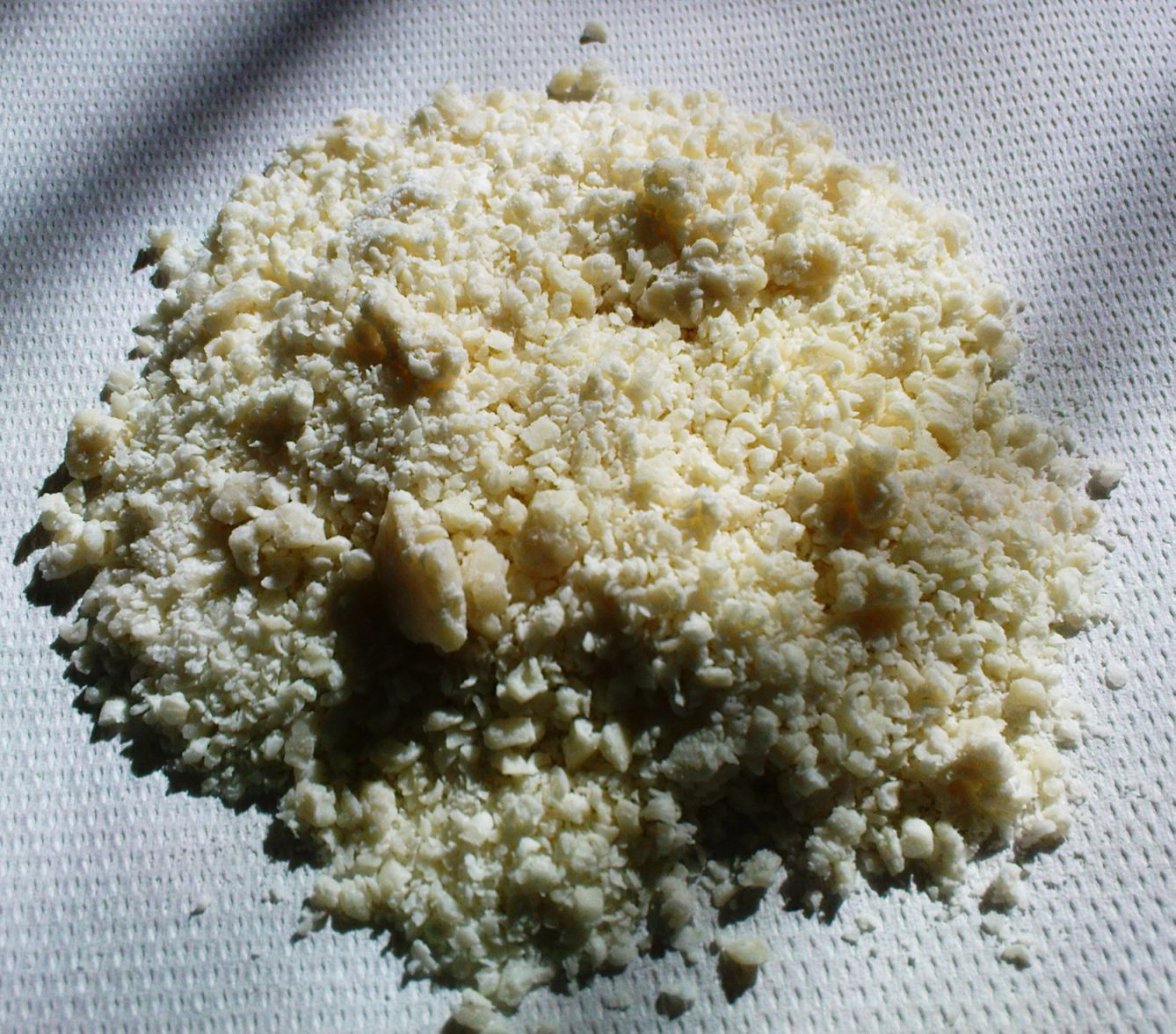
Masło kakaowe

Zarówno pierwsze kwiaty, jak i owoce pojawiają się na roślinach 3–5-letnich. Największe plony uzyskiwać się zaczyna z roślin w wieku 8–15 lat (do 2,5 t/ha) i trwa to przez kolejnych ok. 20 lat.
W ciągu roku występują dwa główne okresy zbiorów, przy czym ok. 80% zbiorów pozyskuje się między wrześniem i marcem. Owoce kakaowca po zbiorze są rozcinane. Wilgotne nasiona otoczone miąższem usypuje się w pryzmy lub umieszcza w koszach lub skrzyniach, gdzie pod przykryciem z liści miąższ poddawany jest fermentacji. Po około pięciu–siedmiu dniach owocowa pulpa odcieka, a nasiona nabierają charakterystycznego aromatu i koloru. Proces ten bywa skracany do 3–6 dni w przypadku stosowania pojemników o perforowanym dnie, w których zawartość jest kilkakrotnie przekładana i mieszana. Po wysuszeniu zawartość wody w nasionach spada do 6%.
Suche ziarna kakaowca są produktem eksportowym krajów, w których kakaowiec jest uprawiany i dalsza jego przeróbka odbywa się głównie w krajach rozwiniętych.
Pierwszym etapem obróbki nasion jest ich prażenie i usunięcie łupin. Pozostała część (głównie zarodki) są mielone dając w efekcie masę kakaową zwaną też okruchami kakaowymi.

## Zastosowanie

### W przemyśle spożywczym
Produkty uzyskane z nasion kakaowca służą do wyrobu czekolady, napojów, ciast i lodów. Z masy kakaowej (okruchów kakaowych) uzyskuje się masło kakaowe zawierające około 55% tłuszczu i proszek kakaowy zawierający ok. 25% tłuszczu. Proszek kakaowy jest dodatkowo drobno mielony dając w efekcie kakao, stosowane do wyrobu napojów i jako dodatek do ciast. Czekolada do picia powstaje z rozdrobnionych okruchów kakaowych z dodatkiem cukru. Czekoladę uzyskuje się z masy kakaowej z dodatkiem masła kakaowego, cukru i mleka w proszku. Masło kakaowe wykorzystywane jest także w przemyśle cukierniczym.

### W medycynie
U osób z ciśnieniem prawidłowym i wysokim prawidłowym kakao powoduje niewielki spadek ciśnienia krwi.
W przemyśle farmaceutycznym wykorzystuje się masło kakaowe.